# Крум (село)
Вижте пояснителната страница за други значения на Крум.
Крум е село в Южна България. То се намира в община Димитровград, област Хасково. До 1906 година името на селото е Идирлии.

## География
Селото разполага с жп спирка по линията Свиленград-Пловдив-София. На север в непосредствена близост до селото преминава река Марица. На юг през землището на селото преминава Марица (магистрала).

## История
В неолитния ритуален комплекс отпреди 8500-8300 г. край селото по време на изграждането на автомагистрала „Марица“ (2009-2013) екип от археолози под ръководството на доц. Веселина Вандова (Регионален исторически музей – Кюстендил) извършва системни проучвания. По част от събрания животински костен материал палеозоологът проф. Златозар Боев установява останки от най-малко 8 вида бозайници – белозъбо сляпо куче (Spalax leucodon), изчезналият през 18 в. от България бобър (Castor fiber), домашно говедо, домашно магаре, домашна свиня, коза, овца, както и една птица – неопределен до вид кеклик (Alectoris sp.). От установеното съотношение (1:37) на дивите спрямо домашните бозайници следва, че по това време скотовъдството в района е имало доминиращо стопанско значение.

## Редовни събития
На 21 септември всяка година се организира селски събор. Датата съвпада и с празника на селото.

## Други
Футболния отбор на селото ФК Марица (Крум) през годините се състезава в югоизточна В група и А ОФГ Хасково.